# جيريمي باسكوم
جيريمي باسكوم (بالإنجليزية: Jeremy Bascom) هو منافس ألعاب قوى غياني، ولد في 15 أكتوبر 1983 في ليندن في غيانا.

## وصلات خارجية
- جيريمي باسكوم على موقع الاتحاد الدولي لألعاب القوى (الإنجليزية)
- جيريمي باسكوم على موقع الدوري الماسي (الإنجليزية)
- جيريمي باسكوم على موقع أوليمبيديا (الإنجليزية)
- جيريمي باسكوم على موقع اتحاد ألعاب الكومنولث (مؤرشف) (الإنجليزية)